# Dirección General de Estadística y Análisis Sociolaboral
La Dirección General de Estadística y Análisis Sociolaboral fue un órgano directivo del Gobierno de España, adscrito a la Subsecretaría del Ministerio de Empleo y Seguridad Social, que se encargó de unificar y coordinar los servicios estadísticos del Departamento.
Se creó en julio de 2017 y fue suprimida en 2018, siendo sus funciones asumidas por la Secretaría General Técnica del Ministerio.

## Funciones
Sus funciones se regulaban en el artículo 13 del Real Decreto 703/2017:
- La formulación del Plan Estadístico Nacional y de los programas anuales que lo desarrollan en el ámbito del Departamento y la elaboración de las estadísticas que tiene asignadas.
- La coordinación, incluida la planificación, supervisión e impulso, a través de la Comisión Ministerial de Estadística, de la actividad estadística realizada en el Departamento por los distintos órganos directivos, sus organismos autónomos y las Entidades Gestoras y Servicios Comunes de la Seguridad Social, dependientes o adscritos al Departamento, que, en el ejercicio de dicha actividad estadística, dependerán funcionalmente de esta Dirección General.
- La difusión pública de las estadísticas realizadas en el Departamento, que se realizará de forma consensuada con los distintos órganos directivos, organismos autónomos y las Entidades Gestoras y Servicios Comunes de la Seguridad Social, dependientes o adscritos al Departamento, en el marco de la Comisión Ministerial de Estadística.
- La coordinación institucional en materia estadística con el Instituto Nacional de Estadística, con otros departamentos ministeriales, con otras administraciones públicas y con organismos internacionales, en particular, con la Oficina Estadística de la Unión Europea respecto a las estadísticas que corresponden al Departamento exigidas por la normativa de la Unión Europea.
- La participación, en colaboración con los órganos y unidades competentes, en la implantación, actualización y revisión de los registros, bases de datos y sistemas de información del Departamento, para su mejor aprovechamiento estadístico y de análisis.
- La realización de estudios e informes, a partir del análisis de las operaciones estadísticas y otras fuentes disponibles, con objeto de poner a disposición de los órganos directivos y superiores del Departamento la información necesaria para la toma de decisiones en relación con las políticas en materia de empleo, relaciones laborales, Seguridad Social, inmigración y emigración en colaboración con los órganos y unidades competentes.
- La explotación de bases de datos de indicadores del mercado de trabajo, la Seguridad Social y los movimientos migratorios a nivel regional, nacional e internacional.
- El análisis, seguimiento y evaluación, a partir de datos estadísticos, de las políticas laborales, de empleo, de Seguridad Social y migratorias, así como de su impacto en el ámbito económico y social.
- La coordinación en la elaboración de los aspectos económicos de las memorias de análisis de impacto normativo en el ámbito del Departamento.
- La coordinación de la representación del Departamento ante los organismos multilaterales y el apoyo en la elaboración de estudios e informes que la relación con estos organismos multilaterales requiera.

## Estructura
De la Dirección General dependía únicamente la Subdirección General de Estadística.